# Thogsennia
Thogsennia  es un género de plantas con flores perteneciente a la familia de las rubiáceas. Incluye una sola especie: Thogsennia lindeniana (A.Rich.) Aiello (1979)..
Es nativo del este de Cuba.